# Vanda bicolor
Vanda bicolor är en orkidéart som beskrevs av William Griffiths. Vanda bicolor ingår i släktet Vanda och familjen orkidéer. Inga underarter finns listade i Catalogue of Life.